# 피터 패로스

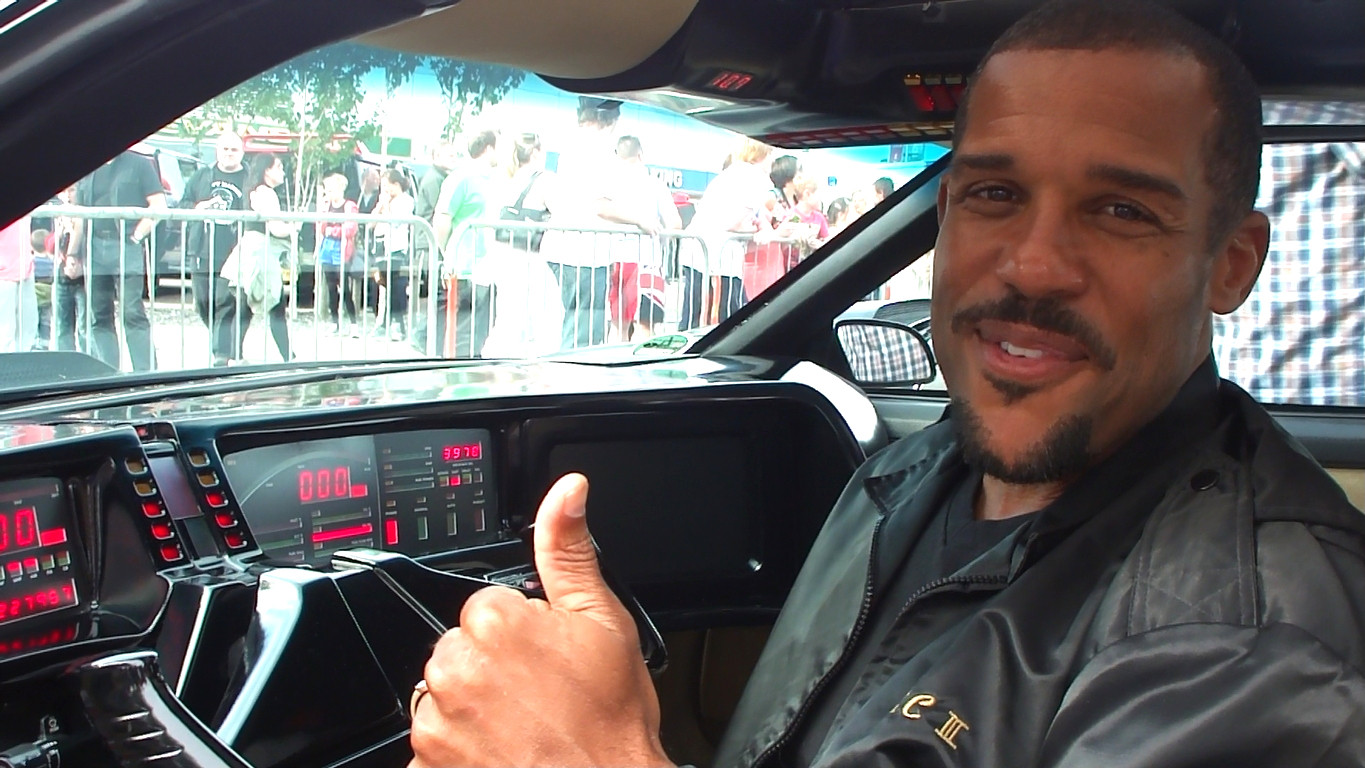

피터 패로스(Peter Parros, 1960년 11월 11일 ~ )는 미국의 배우, 각본가, 영화 프로듀서, 텔레비전 배우, 영화배우이다.
브루클린에서 태어났다.

## 영화
- 법과 질서 (1990년)
- 레이디킬러 (1988년)
- 게릴라 (1987년)
- 전격 Z작전 (1982년)
- 더 영 앤 더 레스트리스 (1973년)
- 원 라이프 투 리브 (1968년)
- 애즈 더 월드 턴즈 (1956년)